# Horní Radslavice
Horní Radslavice (in tedesco Ober Ratzlawitz) è un comune ceco situato nel distretto di Žďár nad Sázavou, nella regione di Vysočina.